# 사일런트 머조리티
〈사일런트 머조리티〉(サイレントマジョリティー 사이렌토마조리티[*], 영어: Silent Majority, 약칭: 사이마조)는 일본의 여성 아이돌 그룹 케야키자카46의 노래. 2016년 4월 6일에 케야키자카46의 데뷔 싱글로 소니 레코드에서 발매됐다. 노래의 센터 포지션은 히라테 유리나가 맡았다.

## 발매 배경
DVD가 들어있는 Type-A · B · C, CD뿐인 통상판의 네 형태로 발매. 발매일은 케야키자카46의 그룹 이름인 ‘46’에 맞춰서 2016년 4월 6일로 했으며, 2015년 10월부터 케야키자카46의 방송 프로그램 《케야키, 쓸 수 없어?》를 방송 개시에 따라서 기대치를 높이면서, 2015년 8월에 그룹을 결성하고 이후에 약 8개월 뒤 CD 데뷔가 됐다.
타이틀곡 〈사일런트 머조리티〉는 ‘침묵하는 대중’, ‘조용한 다수파’를 의미하며, 발매 전의 임시 제목은 〈우리의 혁명〉(僕らの革命)이었다. 〈사일런트 머조리티〉에는 AKB48이나 노기자카46의 역사로부터 배운 교훈이 활용되고 있으며, 아이돌 송으로는 드문 저음 쪽으 구성으로, 군대와 같은 의상과, 통솔된 댄스, 메시지성이 강한 가사를, 여성 아이돌 그룹답지 않은 복장으로 쿨하게 표현했으며, ‘체계적으로 만들머진 사회를 상징하는 장면’과 ‘젊은 사람의 강력함과 기를 나타낸 장면’의 두 가지 정경이 받아들여지고 있다.
가사는 “목소리를 올리지 않은 자들은 찬성하고 있어”(声を上げない者たちは、賛成している)와 같다는 베트남 전쟁 시대의 리처드 닉슨 대통령의 말을 방불케하는 대사가 등장하며, AKB48와 같은 의상을 입고 춤주는 매뉴팩처드 걸 그룹(manufactured girl group)으로 태어나면서도, 스스로에 대해서 “닮은 옷을 입고”라고 자기 부정론을 던지는 것에 따라서, 자아에 눈뜨고, 자신들의 형상에 돌 하나를 던지는 듯한, 학생 운동을 생각한 내용으로 되어있다. 아키모토 야스시에 따르면, 한 번 보면 그녀들의 입장은 모순을 안고 있는 것처럼 보이지만, 거기서는 양심의 외침이 있으며, 그러한 외침을 출발점으로 하는 길을 열어나갈지 기대를 담고 작사했다.
안무는 연극적인 댄스 퍼포먼스를 답습했으며, 곡이나 가사가 가리켜 나타내는 대상을 그대로 직접적으로 표현하는 수법이 사용됐으며, 포메이션 댄스를 주고 받으면서, 센터 히라테 유리나가 좌우로 나란한 멤버 사이를 나아가는 모세의 십계명이라고 불리는 안무에 따라서, 자아의 태동이 시작되는 표현과 함께, ‘사회의 체계적임과 젊은 사람의 자아의 불꽃의 양면을 대비시킨 장면’이 실사되고 있다.
케야키자카46가 노기자카46과 다른 점은 그곳에 있는 명확한 의지의 세기이며, 노기자카46가 사랑스러운 고급감을 구해서 프랑스의 여학교와 같은 세계를 지항한 것에 대해서, 케야키자카46은 스타일리쉬함 멋짐을 영국의 모즈와 같은 세계를 지향했다.

## 프로모션
프로모션으로 2016년 4월 6일에 발매 기념 이벤트가 개최됐으며, 케야키자카46의 멤버가 타워레코드 시부야 점, HMV&BOOKS, SHIBUYA TSUTAYA의 세 점포에서 1일 점원을 맡았다.

## 아트워크
자켓 사진 멤버의 배정은 아래와 같다.
| Type-A 앞면 | 히라테 유리나 |
| Type-A 뒷면 | 스즈모토 미유, 히라테 유리나, 이마이즈미 유이, 코바야시 유이, 와타나베 리카                                                           |
| Type-B 앞면 | 스즈모토 미유, 이마이즈미 유이, 코바야시 유이, 와타나베 리카                                                                          |
| Type-B 뒷면 | 스즈모토 미유, 이마이즈미 유이, 코바야시 유이, 와타나베 리카                                                                          |
| Type-C 앞면 | 하부 미즈호, 오제키 리카, 모리야 아카네, 시다 마나카, 와타나베 리사                                                                   |
| Type-C 뒷면 | 하부 미즈호, 오제키 리카, 모리야 아카네, 스가이 유카, 시다 마나카, 와타나베 리사                                                      |
| 통상판 앞면 | 사이토 후유카, 오다 나나, 우에무라 리나, 나가사와 나나코, 코이케 미나미, 사토 시오리, 하라다 아오이, 요네타니 나나미, 이시모리 니지카 |
| 통상판 뒷면 | 사이토 후유카, 오다 나나, 우에무라 리나, 나가사와 나나코, 코이케 미나미, 사토 시오리, 하라다 아오이, 요네타니 나나미, 이시모리 니지카 |

디스크 자켓은 시부야 강에서 촬영됐다. 촬영은 사진가인 신토 타케시가 담당했다.

## 차트 성적
이번 싱글은 2016년 4월 5일자 오리콘 데일시 CD 싱글 랭킹에서 추정매상 19만 1203장을 기록했으며, 첫 등장 1위를 획득했다. 첫 날 매상으로만 노기자카46의 첫 번째 싱글 〈빙글빙글 커튼〉의 첫 주 매상 약 13만 6000장을 웃돌며, 데뷔 싱글로 1위를 획득할 수 없었던 노기자카46를 대신해서 1위를 달성했다. 사운드스캔 재팬에 따르면, 2016년 4월 4일부터 2016년 4월 6일까지의 3일 사이에 약 25만 1000장을 팔며, 2016년 4월 18일자 Billboard JAPAN HOT 100, Billboard JAPAN Top Singles Sales, 오리콘 주간 CD 싱글 차트에서 추정 매상 26만 1580장을 기록했으며, 주간 1위를 획득했다. 여성 아티스트의 싱글로는 HKT48의 〈좋아! 좋아! 스킵!〉의 25만 147장을 웃돌며, 약 3년 만에 사상 최고 기록을 갱신했다.
그 후, 오리콘 주간 CD 싱글 차트에서 1위, 3위, 4위, 7위, 7위와 5주 연속으로 톱 10에 등장, 2016년 4월의 오리콘 주간 CD 싱글 차트에서 추정 매상 32만 4507장을 기록했으며, 월간 1위를 획득했다. 오리콘 2016년 상반기 싱글 차트에서는 추정 매상 34만 9233장을 기록했으며, 상반기 6위를 획득, AKB48 자매 그룹의 매상을 웃돌았다.
케야키자카46의 두 번째 싱글 〈세상에는 사랑밖에 없어〉를 발매한 후에도 2016년 8월 22일자 오리콘 주간 CD 차트에서 추정 매상 2228장을 기록했으며, 주간 30위를 획득, 누적 매상장수를 35만 9739장으로 계속 늘렸다. 레코드 회사 관계자에 따르면 2016년 시점의 아이돌 데뷔 곡으로는 2만장에서 3만장을 팔 수 있으면 히트라는 이례적인 일이었다.

## 뮤직 비디오
사일런트 머조리티
타이틀 곡 〈사일런트 머조리티〉의 뮤직비디오는 재개발 중인 시부야역 공사 현장(구 도쿄 급행 전철 도요코 선 시부야 역 플랫폼 및 철거지), 시부야구 사쿠라가오가초에 있는 언덕 앞(패밀리 마트 시부야 사쿠라가오초 점과 MUSIC LAND KEY와의 사이에 있다)에서 촬영됐다. 해당 촬영지는 2018년 봄에 홀이 있는 고층 복합 시설이 완성할 예정으로 촬영에 협력한 도쿄 급행 전철 주식회사는 언젠가 또 이 장소에서 케야키자카46와 재회할 수 있을 것을 기대하고 있다고 말했다. 발매 전의 2016년 3월 15일부터 유튜브에서 공개되었던 풀 버전의 뮤직 비디오는, 발매 후에 공개 종료할 예정이었지만, 발매 전 날에 재생횟수가 300만 장을 돌파한 영향을 받아서 연기됐으며, 재생횟수는 2016년 5월 2일 시점으로 1000만 회, 2016년 6월 2일 시점에서 1500만 회, 2016년 7월 11일 시점에서 1900만회, 2016년 7월 20일 시점으로 2000만 회를 돌파했다. 안무는 우에노 타카히로, 의상은 오나이 키미카, 감독은 이케다 카즈마가 담당했다.

## 노래가 사용된 곳
사일런트 머조리티
- 패션 렌털 애플리케이션 “mechakari”(스트라이프 인터내셔널)의 광고 음악[56]. 여성 브랜드의 신작 패션 아이템을 정액으로 랜털할 수 있는 동명 어플링이 광고에는[57], 이시모리 니지카, 우에무라 리나, 오제키 리카, 오다 나나, 코이케 미나미, 사이토 후요카, 사토 시오리, 시다 마나카, 스가이 유카, 스즈모토 미유, 나가사와 나나코, 하부 미즈호, 모리야 아카네, 와타나베 리사, 나가하마 네루가 출연하며 멤버 전원이 출여하는 하나의 광고와 일원이 출연하는 21종의 광고로 총 22종의 광고가 제작됐다[58].

손을 잡고 돌아갈까
테마파크 하우스텐보스의 광고 음악.

## 수록곡

### Type-A
| #            | 제목                                             | 작사            | 작곡          | 편곡  | 재생 시간 |
| ------------ | ------------------------------------------------ | --------------- | ------------- | ----- | --------- |
| 1.           | 〈사일런트 머조리티〉 (サイレントマジョリティー) | 아키모토 야스시 | 버그베어      | 4:25  |           |
| 2.           | 〈손을 잡고 돌아갈까〉 (手を繋いで帰ろうか)      | 아키모토 야스시 | Akira Sunset  | 5:16  |           |
| 3.           | 〈야마노테 선〉 (山手線)                         | 아키모토 야스시 | 후쿠다 타카시 | 4:33  |           |
| 4.           | 〈사일런트 머조리티〉 (off vocal ver.)           |                 | 버그베어      | 4:25  |           |
| 5.           | 〈손을 잡고 돌아갈까〉 (off vocal ver.)          |                 | Akira Sunset  | 5:16  |           |
| 6.           | 〈야마노테 선〉 (off vocal ver.)                 |                 | 후쿠다 타카시 | 4:32  |           |
| 총 재생 시간 | 총 재생 시간                                     | 총 재생 시간    | 총 재생 시간  | 28:27 |           |

| #            | 제목                                                                    | 감독            | 재생 시간 |
| ------------ | ----------------------------------------------------------------------- | --------------- | --------- |
| 1.           | 〈사일런트 머조리티 뮤직비디오〉 (サイレントマジョリティー music video) | 이케다 카즈마   | 4:26      |
| 2.           | 〈야마노테 선 뮤직비디오〉 (山手線 music video)                         | 사이토 와타루   | 4:58      |
| 3.           | 〈이시모리 니지카〉 (石森虹花)                                          |                 | 5:25      |
| 4.           | 〈코이케 미나미〉 (小池美波)                                            | 스기야마 히로키 | 10:05     |
| 5.           | 〈스가이 유카〉 (菅井友香)                                              |                 | 8:40      |
| 6.           | 〈나가사와 나나코〉 (長沢菜々香)                                        |                 | 4:59      |
| 7.           | 〈히라테 유리나〉 (平手友梨奈)                                          | 미키 사토시     | 6:08      |
| 8.           | 〈요네타니 나나미〉 (米谷奈々未)                                        | 하시모토 유지로 | 5:31      |
| 9.           | 〈와타나베 리카〉 (渡辺梨加)                                            |                 | 5:17      |
| 총 재생 시간 | 총 재생 시간                                                            | 총 재생 시간    | 55:29     |

### Type-B
| #            | 제목                                             | 작사            | 작곡              | 편곡  | 재생 시간 |
| ------------ | ------------------------------------------------ | --------------- | ----------------- | ----- | --------- |
| 1.           | 〈사일런트 머조리티〉 (サイレントマジョリティー) | 아키모토 야스시 | 버그베어          | 4:25  |           |
| 2.           | 〈손을 잡고 돌아갈까〉 (手を繋いで帰ろうか)      | 아키모토 야스시 | Akira Sunset      | 5:16  |           |
| 3.           | 〈시부야 강〉 (渋谷川)                           | 아키모토 야스시 | 나카무라 타이스케 | 4:52  |           |
| 4.           | 〈사일런트 머조리티〉 (off vocal ver.)           |                 | 버그베어          | 4:25  |           |
| 5.           | 〈손을 잡고 돌아갈까〉 (off vocal ver.)          |                 | Akira Sunset      | 5:16  |           |
| 6.           | 〈시부야 강〉 (off vocal ver.)                   |                 | 나카무라 타이스케 | 4:51  |           |
| 총 재생 시간 | 총 재생 시간                                     | 총 재생 시간    | 총 재생 시간      | 29:05 |           |

| #            | 제목                                                                    | 감독          | 재생 시간 |
| ------------ | ----------------------------------------------------------------------- | ------------- | --------- |
| 1.           | 〈사일런트 머조리티 뮤직비디오〉 (サイレントマジョリティー music video) | 이케다 카즈마 | 4:26      |
| 2.           | 〈시부야 강 뮤직비디오〉 (渋谷川 music video)                           | 浜根玲奈      | 5:21      |
| 3.           | 〈이마이즈미 유이〉 (今泉佑唯)                                          | TT            | 3:10      |
| 4.           | 〈우에무라 리나〉 (上村莉菜)                                            |               | 3:16      |
| 5.           | 〈오제키 리카〉 (尾関梨香)                                              | 쿠마가야 료카 | 7:02      |
| 6.           | 〈오다 나나〉 (織田奈那)                                                |               | 3:10      |
| 7.           | 〈사토 시오리〉 (佐藤詩織)                                              |               | 3:11      |
| 8.           | 〈시다 마나카〉 (志田愛佳)                                              |               | 6:23      |
| 9.           | 〈모리야 아카네〉 (守屋茜)                                              |               | 5:52      |
| 총 재생 시간 | 총 재생 시간                                                            | 총 재생 시간  | 41:51     |

### Type-C
| #            | 제목                                             | 작사            | 작곡                | 편곡  | 재생 시간 |
| ------------ | ------------------------------------------------ | --------------- | ------------------- | ----- | --------- |
| 1.           | 〈사일런트 머조리티〉 (サイレントマジョリティー) | 아키모토 야스시 | 버그베어            | 4:25  |           |
| 2.           | 〈손을 잡고 돌아갈까〉 (手を繋いで帰ろうか)      | 아키모토 야스시 | Akira Sunset        | 5:16  |           |
| 3.           | 〈놓친 버스〉 (乗り遅れたバス)                   | 아키미토 야스시 | SoichiroK, Nozomu.S | 4:29  |           |
| 4.           | 〈사일런트 머조리티〉 (off vocal ver.)           |                 | 버그베어            | 4:25  |           |
| 5.           | 〈손을 잡고 돌아갈까〉 (off vocal ver.)          |                 | Akira Sunset        | 5:16  |           |
| 6.           | 〈놓친 버스〉 (off vocal ver.)                   |                 | SoichiroK, Nozomu.S | 4:28  |           |
| 총 재생 시간 | 총 재생 시간                                     | 총 재생 시간    | 총 재생 시간        | 28:19 |           |

| #            | 제목                                                                    | 감독            | 재생 시간 |
| ------------ | ----------------------------------------------------------------------- | --------------- | --------- |
| 1.           | 〈사일런트 머조리티 뮤직비디오〉 (サイレントマジョリティー music video) | 이케다 카즈마   | 4:26      |
| 2.           | 〈손을 잡고 돌아갈까 뮤직비디오〉 (手を繋いで帰ろうか music video)      | 니케다 케이     | 7:18      |
| 3.           | 〈코바야시 유이〉 (小林由依)                                            | 이노우에 츠요시 | 4:44      |
| 4.           | 〈사이토 후유카〉 (齋藤冬優花)                                          |                 | 4:04      |
| 5.           | 〈스즈모토 미유〉 (鈴本美愉)                                            |                 | 6:41      |
| 6.           | 〈하부 미즈호〉 (土生瑞穂)                                              | 오쿠보 타쿠로   | 3:25      |
| 7.           | 〈하라다 아오이〉 (原田葵)                                              | 타나카 노조미   | 3:50      |
| 8.           | 〈와타나베 리사〉 (渡邉理佐)                                            |                 | 8:42      |
| 9.           | 〈나가하마 네루〉 (長濱ねる)                                            | 타나카 노조미   | 3:34      |
| 총 재생 시간 | 총 재생 시간                                                            | 총 재생 시간    | 46:44     |

### 통상판
| #            | 제목                                             | 작사            | 작곡                | 편곡  | 재생 시간 |
| ------------ | ------------------------------------------------ | --------------- | ------------------- | ----- | --------- |
| 1.           | 〈사일런트 머조리티〉 (サイレントマジョリティー) | 아키모토 야스시 | 버그베어            | 4:25  |           |
| 2.           | 〈손을 잡고 돌아갈까〉 (手を繋いで帰ろうか)      | 아키모토 야스시 | Akira Sunset        | 5:16  |           |
| 3.           | 〈네가 없어〉 (キミガイナイ)                     | 아키모토 야스시 | SoichiroK, Nozomu.S | 4:43  |           |
| 4.           | 〈사일런트 머조리티〉 (off vocal ver.)           |                 | 버그베어            | 4:25  |           |
| 5.           | 〈손을 잡고 돌아갈까〉 (off vocal ver.)          |                 | Akira Sunset        | 5:16  |           |
| 6.           | 〈네가 없어〉 (off vocal ver.)                   |                 | SoichiroK, Nozomu.S | 4:42  |           |
| 총 재생 시간 | 총 재생 시간                                     | 총 재생 시간    | 총 재생 시간        | 27:56 |           |

## 선발 멤버

### 사일런트 머조리티
(센터: 히라테 유리나)
- 3번째 열: 사이토 후유카, 오다 나나, 우에무라 리나, 나가사와 나나코, 코이케 미나미, 사토 시오리, 하라다 아오이, 요네타니 나나미, 이시모리 니지카[62]
- 2번째 열: 하부 미즈호, 오제키 리카, 모리야 아카네, 스가이 유카, 시다 마나카, 와타나베 리사[62]
- 1번째 열: 와타나베 리카, 스즈모토 미유, 히라테 유리나, 이마이즈미 유이, 코바야시 유이[62]

### 손을 잡고 돌아갈까
- 이시모리 니지카, 이마미즈미 유이, 우에무라 리나, 오제키 리카, 오다 나나, 코이케 미나미, 코바야시 유이, 사이토 후유카, 사토 시오리, 시다 마나카, 스가이 유카, 스즈모토 미유, 나가사와 나나코, 하부 미즈호, 하라다 아오이, 히라테 유리나, 모리야 아카네, 요네타니 나나미, 와타나베 리카, 와타나베 리사[62]

### 야마노테 선
- 히라테 유리나[70]

### 시부야 강
- 이마이즈미 유이, 코바야시 유이[70]

### 놓친 버스
(센터: 나가하마 네루)
- 이마이즈미 유이, 코바야시 유이, 스즈모토 미유, 히라테 유리나, 와타나베 리카, 나가하마 네루[70]

### 네가 없어
- 이시모리 니지카, 이마이즈미 유이, 우에무라 리나, 오제키 리카, 오다 나나, 코이케 미나미, 코바야시 유이, 사이토 후유카, 사토 시오리, 시다 마나카, 스가이 유카, 스즈모토 미유, 나가사와 나나코, 하부 미즈호, 하라다 아오이, 히라테 유리나, 모리야 아카네, 요네타니 나나미, 와타나베 리카, 와타나베 리사[69]

## 발매일
| 국가     | 날짜           | 포맷                    | 레이블      | 비고      |
| -------- | -------------- | ----------------------- | ----------- | --------- |
| 일본     | 2016년 6월 8일 | CD+DVD, CD, 디지털 음원 | 소니 레코드 |           |
| 대한민국 | 2016년 9월 6일 | CD, 디지털 음원         | 소니 레코드 | [ 주 12 ] |

## 차트 및 인증

### 데일리 차트
| 차트                   | 최고 순위 |
| ---------------------- | --------- |
| 일본 (오리콘)          | 1         |
| 일본 (아이튠즈 스토어) | 1         |
| 일본 (TSUTAYA)         | 1         |

### 주간 차트
| 차트                                              | 최고 순위 |
| ------------------------------------------------- | --------- |
| 일본 (M-ON! J-POP 최강 카운트다운 50)             | 1         |
| 일본 (TSUTAYA)                                    | 1         |
| 일본 (Billboard Japan HOT 100)                    | 1         |
| 일본 (Billboard Japan Top Singles Sales)          | 1         |
| 일본 (Billboard Japan Radio Songs)                | 7         |
| 일본 (오리콘)                                     | 1         |
| 일본 (레코초쿠)                                   | 1         |
| 일본 (아이튠스 스토어)                            | 1         |
| 일본 (M-ON! 다운로드 카운트다운 with 아이튠즈 20) | 1         |
| 일본 (SUPER HITS PERFECT RANKING 50)              | 1         |
| 일본 (M-ON! 가라오케 카운트다운 50)               | 47        |

### 월간 차트
| 차트                                  | 최고 순위 |
| ------------------------------------- | --------- |
| 일본 (오리콘)                         | 1         |
| 일본 (TSUTAYA)                        | 1         |
| 일본 (레코초쿠)                       | 5         |
| 일본 (M-ON! J-POP 최강 카운트다운 50) | 1         |

### 상반기 결산
| 차트                                 | 최고 순위 |
| ------------------------------------ | --------- |
| 일본 (닛케이 엔터테인먼트)           | 4         |
| 일본 (오리콘)                        | 6         |
| 일본 (SUPER HITS PERFECT RANKING 50) | 7         |
| 일본 (레코초쿠)                      | 28        |

### 연간 차트
| 차트                                              | 최고 순위 |
| ------------------------------------------------- | --------- |
| 일본 (레코초쿠 연간 차트 2016 신인 아티스트 랭킹) | 1         |

### 인증
| 국가                       | 인증     | 판매량/출하량 |
| -------------------------- | -------- | ------------- |
| 일본 (RIAJ)                | 플래티넘 | 500,000^      |
| ^출하량을 기반으로 한 인증 |          |               |

## 참고 문헌
- 케야키자카46 (2016년 4월 6일). 《サイレントマジョリティー》 [사일런트 머조리티] (일본어). Type-A. 소니 뮤직 레코드. ASIN B01BHPEC9G. SRCL-9035/6.
- 케야키자카46 (2016년 4월 6일). 《サイレントマジョリティー》 [사일런트 머조리티] (일본어). Type-B. 소니 뮤직 레코드. ASIN B01BHPEG60. SRCL-9037/8.
- 케야키자카46 (2016년 4월 6일). 《サイレントマジョリティー》 [사일런트 머조리티] (일본어). Type-C. 소니 뮤직 레코드. ASIN B01BHPEGS8. SRCL-9039/40.
- 케야키자카46 (2016년 4월 6일). 《サイレントマジョリティー》 [사일런트 머조리티] (일본어) 통상판. 소니 뮤직 레코드. ASIN B01BHPEHDC. SRCL-9041.

### 내용주
1. ↑  타이틀 곡 〈사일런트 머조리티〉의 제복 의상은 거듭되지 않게 녹색이 아닌 청녹색이 채용됐다[11]. 오나이 키미카에 따르면, 의상은 실제 군복답게 하는 것이 어떨까라고 하는 의뢰가 있으며, 단계적으로 군복답게 디자인한 몇 패턴의 의상을 제안한 점, 가장 단계가 강한 것이 채용됐다[12]. 청녹색의 제복 의상은 양탈 수재, 흑색의 노래 의상은 시부야 가를 디지털 프린트한 신축성이 있는 메시 소재가 사용되고 있다[12].
2. ↑  타워레코드 시부야 점의 1일 점원은 이마이즈미 유이, 코바야시 유이, 스가이 유카, 스즈모토 미유, 하부 미즈호, 히레테 유리나, 와타나베 리카, 와타나베 리사가 맡았다[26].
3. ↑  사운드스캔 재팬에 따르면, 첫 주 매상의 대부분을 독점한 지역은 1위가 도쿄 도, 2위가 가나가와 현, 3위가 사이타마 현, 4위가 지바 현, 5위가 아이치 현, 6위가 오사카 부, 7위가 이바라키 현, 8위가 홋카이도, 9위가 도치기 현, 10위가 군마 현이다[33].
4. ↑  그 외, 라디오 7위, 다운로드 1위, 룩업 1위, 트위터 2위, 스트리밍 25위, 영상 재생 3위를 획득했다[35].
5. ↑  우에노 타카히로(TAKAHIRO)는 타이틀 곡 〈사일런트 머조리티〉는 타이틀 곡 이외에 커플링 곡 〈손을 잡고 돌아갈까〉〈네가 없어〉의 안무도 담담했다[49].
6. ↑  이케다 카즈마는[53], 과거에 AKB48의 공식 라이벌로 활동하는 노기자카46의 네 번째 싱글 〈제복의 마네킹〉 뮤직 비디오도 감독하고 있다[54]. 〈제복의 마네킹〉에서는 제복을 입고 춤추는 자신들을 “제복을 입은 마네킹이야”로는 자기 부정하는 내면으로부터의 혁명이 노래되고 있으며, 케야키자카46의 〈사일런트 머조리티〉는 그 역사의 조류로부터 탄생하고 있다[55].
7. ↑  히라테 유리나의 솔로 곡 〈야마노테 선〉의 안무는 나시모토 타케아츠가 담당했다[61].
8. ↑  커플링 곡 〈시부야 강〉은 이마이즈미 유이와 코바야시 유이의 유닛 ‘ゆいちゃんず’→유이짱즈가 노래하는 포크 송[63]. 다만, 이마이즈미 유이에 따르면 유닛 이름은 ‘ゆいちゃんズ’→유이짱즈라고 불리는 경우도 있다[64].
9. ↑  커플링 곡 〈손을 잡고 돌아갈까〉의 댄스는 스가이 유카가 남성 역, 모리야 아카네가 여성 역을 맡았으며[66], 2명이 주인공이 돼서 스토리가 전개되어 가는 연극적인 안무로 되어 있다[67].
10. ↑  커플링 곡 〈놓친 버스〉의 가사는 나가하마 네루의 환겸과 거듭되는 내용으로 되어 있으며[68], 히라가나 케야자키46의 서곡에 상당한다[24].
11. ↑  커플링 곡 〈네가 없어〉의 댄스는 수평으로 누워서 와타나베 리카가 멤버에게 추대받아서 운반되어 오는 장송을 연상하게 하는 안무로부터 시작한다[24].
12. ↑  대한민국 국내에서는 통상판으로만 발매됐다.

### 참조주
1. ↑  “欅坂46、“サイマジョ再び”の新曲MV公開 早くも「神曲」の賛辞続々” [케야키자카46, ‘사이마조 후타타비’의 신곡 MV 공개 빠르게도 ‘신(神)곡’의 찬사 이어져]. 《오리콘 스타일》 (일본어) (oricon ME). 2016년 7월 20일. 2016년 7월 20일에 확인함.
2. 1 2  케야키자카46 2016a, 케야키자카46 2016b, 케야키자카46 2016c, 케야키자카46 2016d.
3. 1 2  “欅坂46、デビュー・シングル「サイレントマジョリティー」が本人出演「メチャカリ」新CMに起用” [케야키자카46, 데뷔 싱글 ‘사일런트 머조리티’가 본인 출연 “메차카리” 새로운 CM으로 사용]. 《TOKYO POP LINE》 (일본어) (소에노 기획). 2016년 3월 7일. 2016년 3월 10일에 원본 문서에서 보존된 문서. 2016년 3월 7일에 확인함.
4. ↑  “欅坂46、デビュー曲「サイレントマジョリティー」が「メチャカリ」タイアップソングに決定” [케야키자카46, 데뷔곡 ‘사일런트 머조리티’가 “메차카리” 타이업송으로 결정됨]. 《Real Sound》 (일본어) (blueprint). 2016년 3월 7일. 2016년 3월 7일에 확인함.
5. ↑  “欅坂 乃木坂超え「最強」誓う” [케야키자카, 노기자카 넘어서 ‘최강’ 맹세하다]. 《데일리 스포츠 온라인》 (일본어) (데일리 스포츠). 2016년 4월 6일. 2016년 4월 6일에 확인함.
6. 1 2 3 4  아리노 히로유키 (2016년 4월 12일). “史上最高デビューの欅坂46、“成功のノウハウ”で魅力拡散させた秋元氏” [사상 최고 데뷔의 케야키자카46, ‘성공의 노하우’로 매력 확산된 아키모토 씨]. 《스포츠 호치》 (일본어) (호치 신문사). 2016년 4월 13일에 원본 문서에서 보존된 문서. 2016년 4월 12일에 확인함.
7. ↑  “欅坂46：CDデビューに感激 「ここからがスタート」” [케야키자카46: CD 데뷔에 감격 ‘지금부터가 시작’]. 《MANTANWEB》 (일본어) (MANTANWEB). 2016년 4월 6일. 2016년 4월 6일에 확인함.
8. ↑  이시다 야스타케 (2016년 3월 24일). “乃木坂ファンが“神曲”と顔面蒼白! 欅坂46のデビューシングルが本気でヤバい” [노기자카 팬이 ‘신(神)곡’으로 안면창백! 케야키자카46의 데뷔 싱글이 진심으로 대박이야]. 《아사게이 플러스》 (일본어) (토쿠마 서점). 2016년 3월 27일에 원본 문서에서 보존된 문서. 2016년 3월 24일에 확인함.
9. ↑  히라테 유리나 (2016년 3월 20일). “サイレントマジョリティー” [사일런트 머조리티]. 《히라테 유리나 공식 블로그》 (일본어). 2016년 5월 3일에 원본 문서에서 보존된 문서. 2016년 3월 21일에 확인함.
10. ↑  팝스 (2016년 4월 15일). “(4ページ目)欅坂46が提示する、ポスト「アイドル戦国時代」の戦い方 乃木坂46とも異なるグループ戦略を読む” [(4페이지째) 케야키자카46가 제시하는, 포스트 ‘아이돌 전국 시대’의 싸우는 방법 노기자카46과 다른 그룹 전략을 읽기]. 《Real Sound》 (일본어). blueprint. 2016년 4월 15일에 확인함.
11. 1 2 3 4 5  〈欅坂46「サイレントマジョリティー」MV制作秘話〉 [케야키자카46 ‘사일러트 머조리티’ 뮤비 제작 비화]. 《BRODY》 (일본어). Vol.5 2016년 6월호판. 뱌쿠야쇼보. 2016년 4월 21일. 59-63쪽. ASIN B01E53XA3Q. 2016년 10월 1일에 원본 문서에서 보존된 문서. 2016년 10월 12일에 확인함.
12. 1 2  〈乃木坂46と欅坂46 永遠性も、閃光のきらめきも閉じ込めた衣装の力〉 [노기자카46과 케야키자카46 영구성도, 섬광의 반짝임도 가둔 의상의 힘]. 《装苑》 [소엔] (일본어). 분카 출판사국. 2016년 7월 28일. 25-30쪽. ASIN B01G5SQDWE.
13. ↑  “欅坂46センター平手友梨奈の一問一答「この春に始めたことは?」「今後のヘアスタイルの予定は?」” [케야키자카46 센터 히라테 유리나의 1문1답 ‘이 봄에 시작한 것은?’]. 《모델프레스》 (일본어) (넷 네이티브). 2016년 4월 11일. 2016년 4월 11일에 확인함.
14. 1 2  “まゆゆ、土田も驚嘆…欅坂46・14歳センター平手の存在感 山口百恵・ゴマキの再来!?” [마유유, 츠치다도 경탄… 케야키자카46 14세 센터 히라테의 존재감 야마구치 모모에, 고마키의 재래!?]. 《오리콘 스타일》 (oricon ME). 2016년 4월 10일. 2016년 4월 10일에 확인함.
15. ↑  “欅坂46「ガルアワ」初登場で堂々パフォーマンス “かっこよすぎる”デビュー曲に観客圧倒＜GirlsAward 2016 S/S＞” [케야키자카46 ‘걸 아워’ 첫 등장으로 당당한 퍼포먼스 ‘매우 멋진’ 데뷔곡에 관객 압도 ＜GirlsAward 2016 S/S＞]. 《모델프레스》 (일본어) (넷 네이티브). 2016년 4월 9일. 2016년 4월 9일에 확인함.
16. ↑  카이테이 모쿠교 (2016년 4월 29일). “なぜ欅坂46のデビュー曲が『サイレント・マジョリティ』なのか” [왜 케야키자카46의 데뷔 곡이 ‘사일런트 머조리티’인 걸까]. 《우타텐》 (일본어). IBG 미디어. 2016년 4월 29일에 확인함.
17. 1 2  무네타카 아키마사 (2016년 4월 16일). “欅坂46「サイレントマジョリティー」の突破力! 楽曲とMVの創作意図を読み解く” [케야키자카46 ‘사일런트 머조리티’의 돌파력! 노래와 뮤비의 창작 의도를 풀어가]. 《Real Sound》 (일본어). blueprint. 2016년 4월 16일에 확인함.
18. ↑  우스이 타카시 (2016년 4월 15일). “欅坂46がいきなり1位! 今週は女性づくし 注目はシンガーソングライター黒木渚” [케야키자카46가 갑작스럽게 1위! 이번주는 여성을 모두 열거해서 주목은 싱어송라이터 나기사 쿠로키]. 《닛케이 트렌디 넷》 (일본어) (닛케이 BP사). 2016년 4월 20일에 원본 문서에서 보존된 문서. 2016년 4월 15일에 확인함.
19. ↑  요코야마 케이 (2016년 4월 18일). “欅坂46のデビュー曲が大ヒットした3つの要因” [케야키자카46의 데뷔 곡이 대히트한 3대요인]. 《nikkansports.com》 (일본어) (닛칸 스포츠 신문사). 2016년 4월 18일에 확인함.
20. ↑  아키모토 야스시 (2016년 5월 29일). “秋元康の1分後の昔話 サイレントマジョリティー 傍観者にはなるな” [아키모토 야스시의 1분 후의 옛날 이야기 사일런트 머조리티 방관자는 되지 마]. 《요미우리 신문》 (일본어) (요미우리 신문사). 4면. 2016년 8월 7일에 원본 문서에서 보존된 문서. 2016년 10월 12일에 확인함。
21. ↑  카츠키 타카시 (2016년 7월 26일). “乃木坂46が求めた「コンセプト」 - 乃木坂46論 第7回” [노기자카46이 구한 ‘컨셉트’ - 노기자카46론 제7회]. 《BLOGOS》 (일본어). LINE. 2016년 7월 26일에 확인함.
22. ↑  “欅坂46、ベビメタら“次世代系”注目アイドルを紹介” [케야키자카46, 베미메타 등 ‘차세대계’ 주목 아이돌을 소개]. 《Smart 더 텔레비전》 (일본어) (KADOKAWA). 2016년 5월 7일. 2016년 5월 7일에 확인함.
23. ↑  팝스 (2016년 4월 15일). “欅坂46が提示する、ポスト「アイドル戦国時代」の戦い方 乃木坂46とも異なるグループ戦略を読む” [케야키자카46이 제시하는, 포스트 ‘아이돌 전국대전’ 싸우는 방법 노기자카46과도 다른 그룹 전략을 읽기]. 《Real Sound》 (일본어). blueprint. 2016년 4월 15일에 확인함.
24. 1 2 3  카츠키 타카시 (2016년 3월 22일). “欅坂46は早くも“グループのカラー”を打ち出した デビュー前イベントを徹底分析” [케야키자카46은 빠르게도 ‘그룹의 컬러’를 내세웠다 데뷔 전 이벤트를 철저 분석]. 《Real Sound》 (일본어). blueprint. 2016년 3월 22일에 확인함.
25. ↑  “欅坂CDデビュー! 渋谷タワレコにファン300人” [케야키자 CD데뷔! 시부야 타워레코드에서 팬 300명]. 《nikkansports.com》 (일본어) (닛칸 스포츠 신문사). 2016년 4월 6일. 2016년 4월 6일에 확인함.
26. ↑  “欅坂46、デビュー日に渋谷で1日店員「ここからがスタート」” [케야키자카46, 데뷔일에 시부야에서 1일 점원 ‘지금부터 시작’]. 《나탈리》 (일본어) (나타샤). 2016년 4월 6일. 2016년 4월 7일에 확인함.
27. ↑  “欅坂46メンバーが渋谷CDショップで1日店員に 平手友梨奈「声の小さいメンバーも多い…（笑）」” [케야키자카46 멤버가 시부야 CD 샵에서 1일 점원으로 히라테 유리나 “목소리가 작은 멤버도 많아...(ㅋㅋㅋ)”]. 《Real Sound》 (일본어) (blueprint). 2016년 4월 6일. 2016년 4월 6일에 확인함.
28. ↑  무네타카 아키마사 (2016년 4월 16일). “(2ページ目)欅坂46「サイレントマジョリティー」の突破力! 楽曲とMVの創作意図を読み解く” [(2페이지째) 케야키자카46 ‘사일런트 머조리티’의 돌파력! 노래와 뮤비의 창작 의도를 풀어가]. 《Real Sound》 (일본어). blueprint. 2016년 4월 16일에 확인함.
29. ↑  신토 타케시 (2016년 3월 16일). “欅坂46「サイレントマジョリティー」A写、JKT撮影させて頂きました!” [케야키자카46 ‘사일런트 머조리티’ A 사진, JKT 촬영해줬습니다!]. 《@TAKESHI_SHINTO》 (일본어). 트위터. 2016년 3월 21일에 확인함.
“欅坂46 - SHINTO TAKESHI” [케야키자카46 - 신토 타케시]. 《신토 타케시》 (일본어). 2016년 5월 31일에 원본 문서에서 보존된 문서. 2016년 5월 21일에 확인함.
30. 1 2  “オリコンデイリー CDシングルランキング 2016年04月05日付” [오리콘 데일리 CD 싱글 차트 2016년 4월 5일자]. 《오리콘 스타일》 (일본어). oricon ME. 2016년 4월 5일. 2016년 4월 6일에 원본 문서에서 보존된 문서. 2016년 4월 6일에 확인함.
31. ↑  “欅坂46が乃木坂超えた、初日19・1万枚発売” [케야키자카46가 노기자카 넘은, 첫 날 19 · 1만장 발매]. 《nikkansports.com》 (일본어) (닛칸 스포츠 신문사). 2016년 4월 6일. 2016년 4월 6일에 확인함.
32. ↑  “欅坂46がCDデビュー 先輩・乃木坂46に「少しでも近づきたい」” [케야키자카46가 CD 데뷔 선배 노기자카46에게 “조금이라도 가까워지로 싶다”]. 《도스포 Web》 (일본어) (도쿄 스포츠 신문사). 2016년 4월 6일. 2016년 4월 10일에 원본 문서에서 보존된 문서. 2016년 4월 6일에 확인함.
33. ↑  “【深ヨミ】欅坂46 デビューSGセールス動向調査、売上げを引っ張る地域はどこ?” [【후카요미】케야키자카46 데뷔 싱글 세일즈 동향조사, 매상을 끄는 지역은 어디?]. 《빌보드 재팬》 (일본어) (Hanshin Contents Link Corporation, PLANTECH Co.,Ltd. & Prometheus Global Media, LLC.). 2016년 4월 17일. 2016년 4월 17일에 확인함.[깨진 링크(과거 내용 찾기)]
34. ↑  “【先ヨミ】欅坂46、デビューSGが25万枚超えで現在1位!” [【사키요미】케야키자카46, 데뷔 싱글이 25만 장윽 넘고 현재 1위!]. 《빌보드 재팬》 (일본어). Hanshin Contents Link Corporation, PLANTECH Co.,Ltd. & Prometheus Global Media, LLC. 2016년 4월 7일. 2016년 4월 13일에 확인함.
35. ↑  “欅坂46「サイレントマジョリティー」がセールス、ダウンロードで1位獲得、Twitter1位はラッド「前前前世」が初登場1位に” [케야키자카46 ‘사일런트 머조리티’가 세일즈, 다운로드에서 1위 획득, 트위터 1위는 RADWIMPS ‘전전전세’가 첫 등 1위로]. 《빌보드 재팬》 (일본어). Hanshin Contents Link Corporation, PLANTECH Co.,Ltd. & Prometheus Global Media, LLC. 2016년 4월 13일. 2016년 4월 13일에 확인함.
36. ↑  “欅坂46 デビュー作が28万枚超で初登場1位、Da-iCEとPrizmaXの2位争い結果&TOP10内で唯一のソロアーティストは?” [케야키자카46 데뷔작이 28만 장 넘어서 첫 등장 1위, Da-iCE와 PrizmaX의 2위 싸움 결과&TOP10 내에서 유일한 솔로 아티스트는?]. 《빌보드 재팬》 (일본어). Hanshin Contents Link Corporation, PLANTECH Co.,Ltd. & Prometheus Global Media, LLC. 2016년 4월 11일. 2016년 4월 11일에 확인함.
37. 1 2  “【オリコン】欅坂46“女性歴代最高”デビュー 乃木坂46、HKT48超え” [【오리콘】케야키자카46 ‘여성 역대 최고’ 데뷔 노기자카46, HKT48 넘어]. 《오리콘 스타일》 (일본어) (oricon ME). 2016년 4월 12일. 2016년 4월 13일에 확인함.
38. ↑  “欅坂46、デビュー曲MVが驚異の1000万再生突破 CDも上半期暫定4位に” [케야키자카46, 데뷔 곡 뮤직비디오가 경이의 1000만 재생 돌파 CD도 상반기 잠정 4위로]. 《오리콘 스타일》 (일본어). oricon ME. 2016년 4월. 2016년 5월 4일에 확인함.
39. ↑  “オリコン週間 CDシングルランキング 2016年05月02日〜2016年05月08日” [오리콘 주간 CD 싱글 차트 2016년 5월 2일 ~ 2016년 5월 8일]. 《오리콘 스타일》 (일본어). oricon ME. 2016년 5월. 2016년 5월 17일에 원본 문서에서 보존된 문서. 2016년 5월 17일에 확인함.
40. 1 2  “オリコン月間 CDシングルランキング 2016年04月度” [오리콘 월간 CD 싱글 차트 2016년 4월도]. 《오리콘 스타일》 (일본어). oricon ME. 2016년 5월. 2016년 5월 4일에 원본 문서에서 보존된 문서. 2016년 5월 5일에 확인함.
41. 1 2  “【2016年上半期ランキング】音楽シーンをけん引する三大勢力に新たな潮流 2ページ目  ORICON STYLE” [【2016년 상반기 차트】음악 장면을 이끄는 산다이 세이료쿠에 새로운 조류 2페이지째 오리콘 스타일]. 《오리콘 스타일》 (일본어). 오리콘 스타일. 2016년 6월 24일. 2016년 6월 24일에 확인함.
42. ↑  “【オリコン上半期】AKB48が6年連続1・2位独占 乃木坂3位、欅坂6位で大健闘” [【오리콘 상반기】AKB48가 6년 연속 1 · 2위 단독 노기자카3위, 케야키자카 6위로 대건투]. 《오리콘 스타일》 (일본어) (오리콘 스타일). 2016년 6월 24일. 2016년 6월 24일에 확인함.
43. ↑  “オリコン週間 CDシングルランキング 2016年08月08日〜2016年08月14日 21〜30位” [오리콘 주간 CD 싱글 차트 2016년 8월 8일 ~ 2016년 8월 14일 21 ~ 30위]. 《오리콘 스타일》 (일본어). oricon ME. 2016년 8월. 2016년 8월 17일에 원본 문서에서 보존된 문서. 2016년 8월 16일에 확인함.
44. ↑  “【オリコン】欅坂46、初動30万枚超で2作連続首位 女性グループ3組目の猛発進” [【오리콘】케야키자카46, 초동 30만 장을 넘었으며 두 작품 연속 선두권 여성 그룹 3조째의 맹발진]. 《오리콘 스타일》 (일본어) (oricon ME). 2016년 8월 16일. 2016년 8월 16일에 확인함.
45. ↑  “史上最高デビュー! 欅坂46、発売初週26・2万枚” [사상 최고 데뷔! 케야키자카46, 발매 첫주 26 · 2만 장]. 《스포츠 호치》 (일본어) (호치 신문사). 2016년 4월 12일. 2016년 4월 13일에 원본 문서에서 보존된 문서. 2016년 4월 12일에 확인함.
46. 1 2  “欅坂46、「サイレントマジョリティー」MV公開 再開発中の旧東急東横線渋谷駅で踊る映像に” [케야키자카46, ‘사일런트 머조리티’ MV 공개, 재개발 중인 구 도쿄 급행 전철 도요코 선 시부야 역에서 춤추는 영상으로]. 《Real Sound》 (일본어) (blueprint). 2016년 3월 16일. 2016년 3월 16일에 확인함.
47. ↑  “欅坂46、デビュー曲『サイレントマジョリティー』Music Videoが驚異の1000万回再生突破!” [케야키자카46, 데뷔 곡 ‘사일런트 머조리티’ 뮤직 비디오가 경이의 1000만 재생 돌파!]. 《IDOL Planet》 (일본어) (제우스 엔터프라이즈). 2016년 5월 6일. 2016년 5월 6일에 확인함.
48. ↑  “欅坂46「サイレントマジョリティー」が遂に1000万再生突破” [케야키자카46 ‘사일런트 머조리티’가 드디어 1000만 재생 돌파]. 《도완고 제이피 뉴스》 (일본어) (드완고). 2016년 5월 2일. 2016년 5월 3일에 원본 문서에서 보존된 문서. 2016년 5월 2일에 확인함.
49. 1 2  “TAKAHIROが欅坂46の振付に込めた想い&“平手友梨奈”だった理由――欅坂46デビュー曲MV、驚異の1500万再生突破” [TAKAHIRO가 케야키자카46의 안무에 담은 생각&‘히라테 유리나’였던 이유――케야키자카46 데뷔 곡 뮤직비디오, 경이로운 1500만 재생 돌파]. 《모델프레스》 (일본어) (넷 네이티브). 2016년 6월 2일. 2016년 6월 2일에 확인함.
50. ↑  와타나베 아키히로 (2016년 7월 11일). “欅坂46、主演ドラマ『徳山大五郎～』&主題歌「世界には愛しかない」でさらなるファンを獲得か?” [케야키자카46, 주연 드라마 “토쿠야마 다이고로 ~ ” & 주제가 ‘세상에는 사랑밖에 없어’로 한층 더 팬을 모을 것인가?]. 《Real Sound》 (일본어). blueprint. 2016년 7월 11일에 확인함.
51. ↑  “欅坂46「サイレントマジョリティー」が2000万再生を突破” [케야키자카46 ‘사일런트 머조리티’가 2000만 재생을 돌파]. 《도완고 제이피 뉴스》 (일본어) (도완고). 2016년 7월 20일. 2016년 7월 23일에 원본 문서에서 보존된 문서. 2016년 7월 20일에 확인함.
52. ↑  〈12のポイントでチェック 欅坂46の取り説〉 [12 포인트로 체크, 케야키자커46의 취급 설명서]. 《アイキュン! Special!!》 [눈으로 심쿵! Special!!] (일본어). 다이아프레스. 2016년 7월 8일. 68쪽. ISBN 978-4-8023-0189-3.
53. ↑  “【topic】欅坂46「サイレントマジョリティー」MVを制作...” [【topic】케야키자카46 ‘사일런트 머조리티’ 뮤직비디오를 제작...] (일본어). P.I.C.S. 2016년 3월 18일. 2016년 3월 18일에 확인함.
54. ↑  “乃木坂46、33人のクリエイターと再びコラボ!” [노기자카46, 33명의 크리에이터와 다시 콜라보!]. 《CDJournal》 (일본어) (음악 출판사). 2013년 2월 25일. 2016년 7월 25일에 확인함.
55. ↑  이노리 키엔 (2016년 5월 17일). “乃木坂46、欅坂46、AKB48――アイドルソングに込めた未成年の主張” [노기자카46, 케야키자카46, AKB48――아이돌 노래에 담은 미완성의 주장]. 《우타텐》 (일본어). IBG 미디어. 2016년 8월 16일에 원본 문서에서 보존된 문서. 2016년 5월 17일에 확인함.
56. ↑  “欅坂46が初CM発表 デビュー前の注目度に緊張” [케야키자카46가 첫 광고 발표 데뷔 전의 주목도에 긴장]. 《nikkansports.com》 (일본어) (닛칸 스포츠 신문사). 2016년 3월 7일. 2016년 3월 8일에 확인함.
57. ↑  “欅坂46平手友梨奈「乃木坂46と違った色を」” [케야키자카46 히라테 유리나 “노기자카46와 다른 색을”]. 《Smart 더 텔레비전》 (일본어) (KADOKAWA). 2016년 3월 8일. 2016년 7월 28일에 확인함.
58. ↑  “欅坂46、初囲み取材にド緊張 「面白いこと言って」に困惑” [케야키자카46, 첫 둘러싼 취재에 몹시 긴장 ‘재밌는 것 말해줘’에 곤혹]. 《오리콘 스타일》 (일본어) (oricon ME). 2016년 3월 7일. 2016년 7월 27일에 확인함.
59. ↑  “欅坂46「手を繋いで帰ろうか」がハウステンボスCM曲に” [케야키자카46 ‘손을 잡고 돌아갈까’가 하우스텐보스 광고 곡에]. 《나탈리》 (일본어) (나타샤). 2016년 5월 20일. 2016년 5월 20일에 확인함.
60. 1 2  케야키자카46 2016a.
61. ↑  히라테 유리나 (2016년 4월 6일). 《欅坂46メンバーが語る!「なんでもBEST3」第3回 平手友梨奈さんの『人生で一番、緊張した瞬間BEST3』》 [케야키자카46 멤버가 말한다! ‘무엇이라도 베스트 3’ 제3회 히라테 유리나 씨의 ‘인새에서 가장 긴장한 순간 베스트 3’]. (인터뷰).  “STREET JACK 컬럼”. 2016년 8월 19일에 원본 문서에서 보존된 문서. 2016년 7월 6일에 확인함.
62. 1 2 3 4 5 6  케야키자카46 2016b.
63. ↑  이마이즈미 유이; 히라테 유리나; 와타나베 리카 (2016년 4월 6일). 《欅坂46・平手&今泉&渡辺梨がお互いの素顔をぶっちゃけ!》 [케야키자카46, 히라테&이마이즈미&와타나베 리카가 서로의 민낯을 털어놓아!].  인터뷰어: 오코다 마코토.  “Smart 더 텔레비전”. 2016년 4월 6일에 확인함.
64. ↑  이마이즈미 유이; 코바야시 유이 (2016년 4월 7일). 《欅坂46 ドキドキとトキメキ。（2）》 [케야키자카46 두근두근하며 두근거림. (2)].  인터뷰어: 오누키 신노스케.  “EX 대중×ZAKZAK”. 2016년 4월 9일에 원본 문서에서 보존된 문서. 2016년 4월 7일에 확인함.
65. 1 2  케야키자카46 2016c.
66. ↑  모리야 아카네 (2016년 4월 17일). 《欅坂46メンバーが語る!「なんでもBEST3」第14回 守屋 茜さんの『（もし男性だったら）デートしたいメンバーBEST3』》 [케야키자카46 멤버가 말하다! ‘무엇이라도 베스트 3’ 제14회 모리야 아카네 씨의 ‘(만약 내가 남자였다면) 데이트하고 싶은 멤버 베스트 3’] (일본어).  인터뷰어: 니시야 케이지.  “BEST TIMES”. 2016년 4월 22일에 원본 문서에서 보존된 문서. 2016년 4월 17일에 확인함.
67. ↑  카츠키 타카시 (2016년 3월 22일). “(2ページ目)欅坂46は早くも“グループのカラー”を打ち出した デビュー前イベントを徹底分析” [(2페이지) 케야키자카46는 빠르게도 ‘그룹의 컬러’를 내세운 데뷔 전 이벤트를 철저 분석]. 《Real Sound》 (일본어). blueprint. 2016년 3월 22일에 확인함.
68. ↑  “欅坂46 初の単独ライブ&来場者お見送りに5000人熱狂「メンバー21人全員で力を合わせて頑張りました」” [케야키자카46 첫 단독 라이브&방문자 배웅에 5000명 열광 “멤버 21명 전원이 힘을 모아서 열심히 했습니다”]. 《빌보드 재팬》 (일본어). Hanshin Contents Link Corporation, PLANTECH Co.,Ltd. & Prometheus Global Media, LLC. 2016년 3월 18일. 2016년 4월 15일에 확인함.
69. 1 2  케야키자카46 2016d.
70. 1 2 3  “欅坂46が初単独公演、国際フォーラム5000人前にデビュー作全曲披露” [케야키자카46이 첫 단독 공연, 국제 포럼 5000명 앞에 데뷔작 전곡을 선보여]. 《나탈리》 (일본어) (나타샤). 2016년 3월 18일. 2016년 3월 18일에 확인함.
71. ↑  渡辺彰浩 (2016년 4월 18일). “欅坂46が1万人のファンに見せつけた“成長” 初の全国握手会イベント&ミニライブレポート” [케야키자카46이 1만 명의 팬에게 보인 ‘성장’ 첫 전국 악수회 이벤트&미니 라이브 리포트]. 《Real Sound》 (일본어) (blueprint). 2016년 4월 18일에 확인함.
72. ↑  사토 유마 (2016년 4월 7일). “欅坂46、デビュー曲が「乃木坂超え」の大ヒット…センター・平手友梨奈の逸材ぶりに高まる期待” [케야키자카46, 데뷔 곡이 노기자카 넘는 대 히트... 센터 히라테 유리나의 재능만으로 높아지는 기대]. 《멘즈 사이조》 (일본어) (사이조). 2016년 4월 7일에 확인함.
73. ↑  “TSUTAYAランキング CDシングルセル/全ジャンル デイリー 2016年4月7日(木)” [TSUTAYA 랭킹 싱글 SELL/모든 장르 데일리 2016년 4월 7일 (목)]. 《TSUTAYA 온라인》 (일본어). TSUTAYA. 2016년 4월. 2016년 4월 14일에 원본 문서에서 보존된 문서. 2016년 4월 14일에 확인함.
74. ↑  “J-POP最強カウントダウン50 2016/4/10(日) オンエア” [J-POP 최강 카운트다운 50 2016년 4월 10일 (일) 온에어]. 《MUSIC ON! TV》. 엠온 엔터테인먼트. 2016년 4월 10일. 2016년 8월 8일에 확인함.
75. ↑  “TSUTAYAランキング CDシングルセル/全ジャンル 週間 2016年4月4日(月)〜2016年4月10日(日)” [TSUTAYA 랭킹 CD 싱글 SELL/모든 장르 주간 2016년 4월 4일 (월) ~ 2016년 4월 10일 (일)]. 《TSUTAYA 온라인》 (일본어). TSUTAYA. 2016년 4월. 2016년 4월 15일에 원본 문서에서 보존된 문서. 2016년 4월 15일에 확인함.
76. ↑  “Billboard Japan HOT 100 2016/04/18 付け”. 《빌보드 재팬》 (일본어). Hanshin Contents Link Corporation, PLANTECH Co.,Ltd. & Prometheus Global Media, LLC. 2016년 4월. 2016년 4월 15일에 확인함.
77. ↑  “Billboard Japan Top Singles Sales 2016/04/18 付け”. 《빌보드 재팬》 (일본어). Hanshin Contents Link Corporation, PLANTECH Co.,Ltd. & Prometheus Global Media, LLC. 2016년 4월. 2016년 4월 15일에 확인함.
78. ↑  “Billboard Japan Radio Songs 2016/04/18 付け”. 《빌보드 재팬》 (일본어). Hanshin Contents Link Corporation, PLANTECH Co.,Ltd. & Prometheus Global Media, LLC. 2016년 4월. 2016년 4월 27일에 원본 문서에서 보존된 문서. 2016년 4월 15일에 확인함.
79. ↑  “オリコン週間 CDシングルランキング 2016年04月04日〜2016年04月10日” [오리콘 주간 CD 싱글 차트 2016년 4월 4일 ~ 2016년 4월 10일]. 《오리콘 스타일》 (일본어). oricon ME. 2016년 4월. 2016년 4월 15일에 원본 문서에서 보존된 문서. 2016년 4월 15일에 확인함.
80. ↑  “シングルランキング週間 4/6〜4/12” [싱글 차트 주간 4/6 ~ 4/12]. 《레코초쿠》 (일본어). 2016년 4월. 2016년 4월 17일에 확인함.
81. ↑  “ダウンロードランキング from iTunes ON AIR:2016/04/20” [다운로드 차트 from iTunes ON AIR:2016/04/20]. 《스페이스 샤워 TV》 (일본어). 스페이스 샤워 네트워크. 2016년 4월. 2016년 4월 28일에 확인함.
82. ↑  “ダウンロードランキング from iTunes ON AIR:2016/04/20” [다운로드 차트 from iTunes ON AIR:2016/04/20]. 《스페이스 샤워 TV》 (일본어). 스페이스 샤워 네트워크. 2016년 4월. 2016년 4월 28일에 확인함.
83. ↑  “SUPER HITS PERFECT RANKING 50 ON AIR: 2016/04/24”. 《스페이스 샤워 TV》 (일본어). 스페이스 샤워 네트워크. 2016년 4월 24일. 2016년 4월 29일에 확인함.
84. ↑  “M-ON! カラオケカウントダウン 50 2016/6/5(日) オンエア” [M-ON! 가라오케 카운트다운 50 2016/6/5(일) 온에어]. 《MUSIC ON! TV》 (일본어). 엠온 엔터테인먼트. 2016년 6월 5일. 2016년 8월 8일에 확인함.
85. ↑  “TSUTAYAランキング CDシングルセル/全ジャンル 月間 2016年4月” [TSUTAYA 랭킹 CD 싱글 SELL/모든 장르 월간 2016년 4월]. 《TSUTAYA 온라인》 (일본어). TSUTAYA. 2016년 5월. 2016년 5월 5일에 원본 문서에서 보존된 문서. 2016년 5월 5일에 확인함.
86. ↑  “宇多田ヒカル「花束を君に」が「ダウンロード(シングル)」首位! 三代目 J Soul Brothers from EXILE TRIBE『THE JSB LEGACY』がアルバム部門首位獲得!” [우타다 히카루 ‘약속을 그대에게’가 ‘다운로드(싱글)’ 상위권! 산다이메 J Soul Brothers from EXILE TRIBE “THE JSB LEGACY”가 음반 부문 상위권 획득!]. 《오리콘 스타일》 (일본어) (oricon ME). 2016년 5월 6일. 2016년 8월 11일에 원본 문서에서 보존된 문서. 2016년 6월 4일에 확인함.
87. ↑  “J-POP最強カウントダウン50 -月間ランキング- 【歌詞入り】 2016/5/7(土) オンエア” [J-POP 최강 카운트다운 50 -월간 차트- 【가사 있응】 2016/5/7(토) 온에어]. 《MUSIC ON! TV》 (일본어). 엠온 엔터테인먼트. 2016년 5월 7일. 2016년 8월 8일에 확인함.
88. ↑  우스이 타카시 (2016년 7월 21일). “乃木坂46と欅坂46が躍進 アルバムは三代目JSB” [노기자카46와 케야키자카46이 약진, 앨범은 산다이메 JSB]. 《닛케이 스타일》 (일본어). 일본 경제 신문사 닛케이 BP사. 2016년 7월 21일에 확인함.
89. ↑  “SUPER HITS PERFECT RANKING 50 2016年上半期ランキング” [SUPER HITS PERFECT RANKING 50 2016년 상반기 결산]. 《스페이스 샤워 TV》 (일본어). 스페이스 샤워 네트워크. 2016년 7월 8일. 2016년 8월 8일에 원본 문서에서 보존된 문서. 2016년 8월 6일에 확인함.
90. ↑  “上半期ランキング2016” [상반기 결산 2016]. 《레코초쿠》 (일본어). 레코초쿠. 2016년 7월. 2016년 8월 6일에 확인함.
91. ↑  “dヒッツ・レコチョク上半期ランキング2016発表、最も人気の楽曲は「海の声」” [d히트 레코초쿠 상반기 결산 2016 발표. 가장 인기 있는 노래는 ‘바다의 목소리’]. 《Musicman-NET》 (F.B.Communications Inc. & Magnet Co.,Ltd.). 2016년 7월 8일. 2016년 9월 13일에 원본 문서에서 보존된 문서. 2016년 7월 8일에 확인함.
92. ↑  “Japanese single certifications – 欅坂46 – サイレントマジョリティー” (일본어). Recording Industry Association of Japan.